# 5213 Такахасі
5213 Такахасі (5213 Takahashi) — астероїд головного поясу, відкритий 18 березня 1990 року.
Тіссеранів параметр щодо Юпітера — 3,231.
Названо на честь Такахасі (яп. たかはし(高橋) такахасі).